# 買取カービュー
買取カービュー（かいとりカービュー）とは、LINEヤフー株式会社が運営する中古車の買取査定仲介サービス。

## 概要
これまで車の査定といえば、ディーラーでの車の購入時の下取りが一般的であったが、インターネット上から査定申込を一度するだけで、無料で複数の買取店に一括で査定依頼ができ、査定額の中から一番高い買取額を提示した買取店で車を売ることを可能にした「愛車無料一括査定サービス」を提供する。このサービスにより、車売却ユーザーがディーラーや買取店に一店舗ずつ車を持ち込み買取店の査定金額を比較しなければならないという課題を解決した。
2000年5月のサービスを開始後、2022年11月時点で500万人以上の利用実績がある。
なお、LINEヤフーは一般社団法人日本自動車購入協会（JPUC）にも加盟している。

## サービス内容
車売却を検討しているユーザーが、インターネット上から査定金額を知りたい車の「メーカー・モデル・年式・走行距離」などの簡単な情報を入力すると、条件に合った査定会社を最大10社提示する。その中から実際に査定を受けたい会社を複数選択すると、選択した査定会社より、愛車の相場情報や出張査定の案内がメールや電話で届くようになっている。

## 沿革
- 2000年（平成12年）5月 - サービス開始。
- 2019年（令和元年）5月 - 累計利用者数が450万人を突破。
- 2022年（令和4年）
  - 7月 - 運営会社であった株式会社カービューがヤフー株式会社に吸収合併されて解散[1]。提供中のサービス名やサービス内容に変更はない。
  - 11月-累計利用者数500万人突破
- 2023年（令和5年）10月 - ヤフーとLINEが統合し、LINEヤフー株式会社が発足[2]。運営が同社に移る。